# 细花树萝卜
细花树萝卜（学名：Agapetes leptantha）为杜鹃花科树萝卜属下的一个种。

## 扩展阅读
維基物種上的相關：细花树萝卜